# Festigkeitsnachweis

Rechnerischer Festigkeitsnachweis an gekröpftem Schnapphaken anhand der maximalen Hauptdehnung, berechnet mit der Finite-Elemente-Methode (FEM)

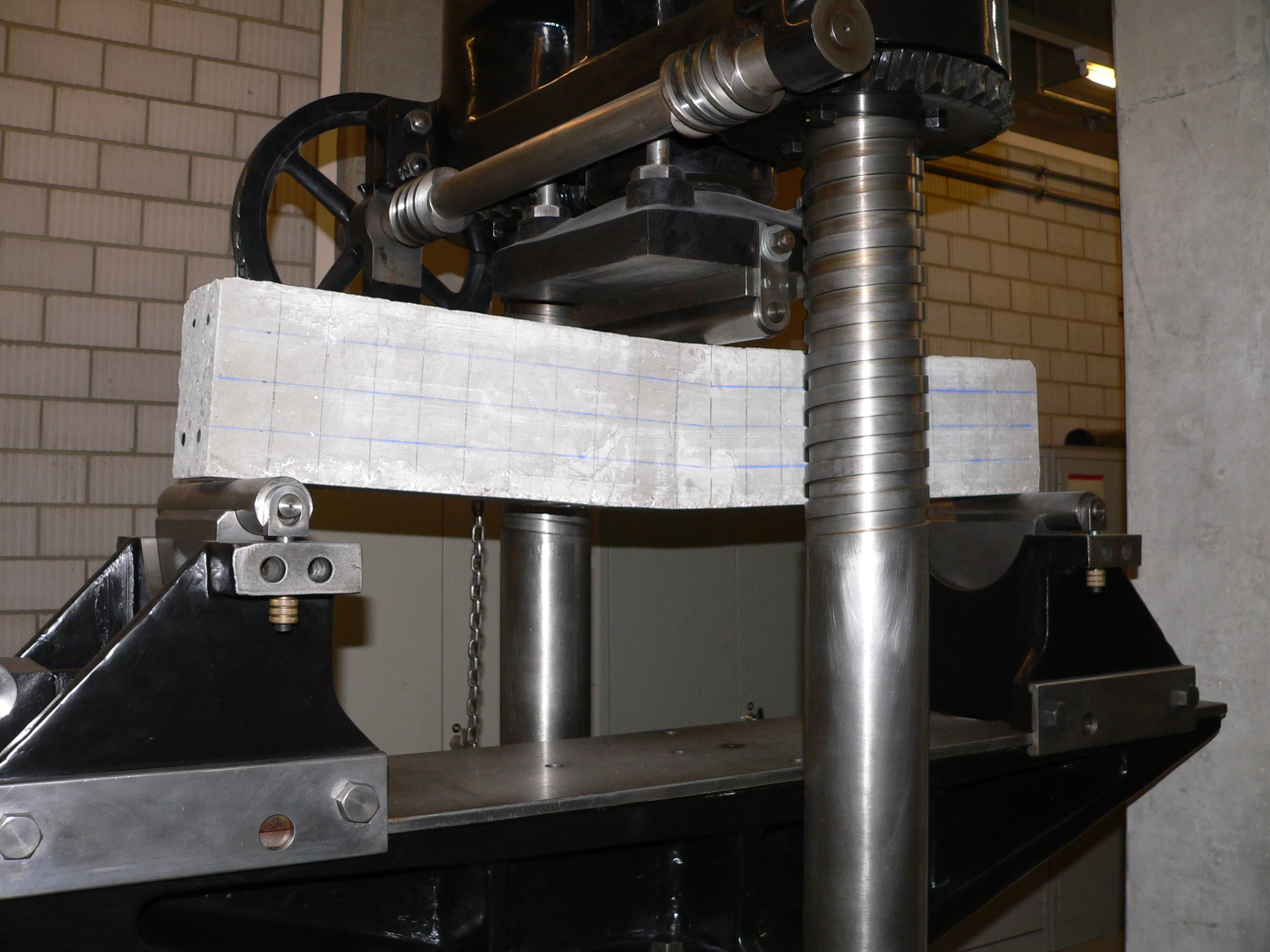
Experimenteller Festigkeitsnachweis im Prüflabor

Zwei unterschiedliche Verbindungen, die zu einem unterschiedlichen Festigkeitsnachweis führen

Die Belastbarkeit eines Normalkraftstabes kann mit einem Festigkeitsnachweis ermittelt werden

Der Festigkeitsnachweis ist eine zentrale Aufgabe bei der Auslegung von Bauteilen oder Bauwerken und wurde im Anschluss an Navier und Redtenbacher von Rebhann 1856 für die Balkentheorie auf Basis der Elastizitätstheorie klar formuliert. Er besteht darin, aufzuzeigen, dass die Belastbarkeit einer Konstruktion bzw. die Festigkeit des Werkstoffs ein mechanisches Versagen unter den vorgesehenen Belastungen und den maßgebenden Bedingungen mit ausreichender Sicherheit ausschließen. Versagen kann dabei je nach den Anforderungen das Auftreten unzulässig großer oder irreversibler, z. B. plastischer Verformungen, von Mikroschädigungen oder eines Bruches bedeuten.
Der Festigkeitsnachweis, auch etwa Tragfähigkeitsnachweis genannt, wird entsprechend dem Stand der Technik und den anerkannten Regeln der Ingenieurkunst ("best practice"), je nach den Anforderungen und der Phase der Bauteilentwicklung, rechnerisch und/oder experimentell geführt.
Eine analoge Aufgabe stellt sich auch im Stabilitäts- und Standsicherheitsnachweis.

## Konzepte

### Rechnerischer Festigkeitsnachweis
Rechnerische Festigkeitsnachweise werden zumeist anhand von Spannungen geführt, insbesondere im Maschinen- und Apparatebau und im Bauwesen; grundsätzlich können sie aber auch anhand von Verformungen erfolgen, was in vielen Fällen sinnvoll sein kann. In beiden Fällen werden die am Bauteil oder Bauwerk ermittelten Spannungen und/oder Dehnungen den maßgebenden, durch Kenn- bzw. Grenzwerte ausgedrückten Werkstoffeigenschaften in entsprechenden Bedingungen gegenübergestellt.
- Festigkeitsbedingung:

{\displaystyle \sigma _{\mathrm {V,max} }\leq \sigma _{\mathrm {zul} }=\sigma _{\mathrm {G} }\cdot {\frac {C}{S}}}
- Verformungsbedingung:

{\displaystyle \varepsilon _{\mathrm {V,max} }\leq \varepsilon _{\mathrm {zul} }=\varepsilon _{\mathrm {G} }\cdot {\frac {C}{S}}}
Darin bedeuten:
- {\displaystyle \sigma _{\mathrm {V,max} }} bzw. {\displaystyle \varepsilon _{\mathrm {V,max} }}: Höchstwert der im Bauteil vorkommenden Vergleichsspannung oder Vergleichsdehnung, bestimmt anhand der maßgebenden Festigkeitshypothese

- {\displaystyle \sigma _{\mathrm {zul} }} bzw. {\displaystyle \varepsilon _{\mathrm {zul} }}: Zulässiger Wert von Spannung oder Dehnung

- {\displaystyle \sigma _{\mathrm {G} }} bzw. {\displaystyle \varepsilon _{\mathrm {G} }}: Spannungs- oder Dehnungs-Grenzwert für die zugrunde gelegte Versagensart, z. B. {\displaystyle \sigma _{\mathrm {B} }} bzw. {\displaystyle \varepsilon _{\mathrm {B} }} für Bruchfestigkeit bzw. Bruchdehnung, z. B. {\displaystyle \sigma _{\mathrm {Y} }} bzw. {\displaystyle \varepsilon _{\mathrm {Y} }} für Streckspannung bzw. Streckdehnung usw.

- {\displaystyle C}: Einflussfaktor für die Berücksichtigung von Einflüssen, die im Grenzwert {\displaystyle \sigma _{\mathrm {G} }} bzw. {\displaystyle \varepsilon _{\mathrm {G} }} nicht erfasst sind, wie z. B. Gefügeveränderungen durch Härten, Schweißen, Größeneinflüsse, Temperatureinflüsse, Umgebungseinflüsse u. a. m. Je nach Einfluss kann {\displaystyle C} ≤ 1,0 oder {\displaystyle C} ≥ 1,0 sein.

- {\displaystyle S}: Sicherheitsfaktor zur Festlegung eines Sicherheitsabstandes gegenüber der Versagensgrenze, abhängig von diversen Faktoren wie Versagensart, Versagensfolgen, Unsicherheit der Lastannahmen, Überlastwahrscheinlichkeit, Belastungsart, Verlässlichkeit der Werkstoffkennwerte, Abweichungen zwischen Rechenmodell und Wirklichkeit, u. a. m. In der Regel ist {\displaystyle S} > 1,0. Bekannte Ausnahmen sind Sollbruchstellen mit {\displaystyle S} = 1,0.

Entsprechende Bedingungen sind auch beim bruchmechanischen Festigkeitsnachweis zu erfüllen.

### Experimenteller Festigkeitsnachweis
Experimentelle Festigkeitsnachweise werden in der Regel an Prototypen oder bei Bauwerken am Objekt selber vorgenommen, z. B. Testreihen bei Komponenten der Fahrzeug- und des Flugzeugbaus, Belastungsproben bei Brücken usw.

## Bestimmte Bauelemente
Für den Festigkeitsnachweis bei bestimmten Konstruktionselementen wie Antriebswellen, Druckbehälter und -geräte, Rohrleitungen, Federn, Lager, Nietverbindungen, Schraubverbindungen, Schweißverbindungen, Zahnräder usw. oder Bauwerken sind die einschlägigen Vorschriften, Normen und Richtlinien zu beachten.